# Phúc Tân kêu gọi trả thù
Phúc Tân kêu gọi trả thù là một tác phẩm nhiếp ảnh Việt Nam của nghệ sĩ Vũ Ba thực hiện vào ngày 17 tháng 5 năm 1966. Ra đời trong bối cảnh Không quân Hoa Kỳ oanh tạc dữ dội Việt Nam Dân chủ Cộng hòa, tác phẩm mô tả hình ảnh một bé gái đang hướng mắt về xa gào khóc, phía sau em là cảnh nhà cửa cháy dữ dội. Bức ảnh sau khi ra đời được cho là đã gây tiếng vang lớn trong dư luận Việt Nam vì nó được cho là đã khắc họa được sự "tàn phá khốc liệt" của bom đạn Mỹ đối với cuộc sống của người dân miền Bắc Việt Nam. Phúc Tân kêu gọi trả thù đã được trao Giải thưởng lớn của báo Sự thật Liên Xô và là một trong chùm tác phẩm của nghệ sĩ Vũ Ba được trao Giải thưởng Nhà nước về Văn học, Nghệ thuật năm 2007.

## Mô tả
Phúc Tân kêu gọi trả thù là một tác phẩm ảnh đen trắng khổ ngang miêu tả hình ảnh một bé gái tóc xõa đang hướng mắt về phía xa gào khóc, phía sau em là cảnh đổ nát hoang tàn cùng những ngôi nhà vẫn còn đang cháy dữ dội.

## Bối cảnh sáng tác
Từ ngày 2 tháng 3 năm 1965, Không quân Mỹ bắt đầu mở Chiến dịch Sấm Rền (tiếng Anh: Operation Rolling Thunder) với mục tiêu dùng ưu thế áp đảo về không quân để phá hủy cơ sở hạ tầng của miền Bắc Việt Nam nhằm cứu vãn tình thế chiến tranh ở miền Nam Việt Nam. Trong chiến dịch kéo dài 3 năm này, Không quân Mỹ và Không lực Việt Nam Cộng hòa đã sử dụng một lượng bom đạn khổng lồ dội xuống lãnh thổ Việt Nam tuy nhiên họ đã vấp phải sự kháng cự quyết liệt từ phía quân đội và nhân dân miền Bắc Việt Nam. Ngoài những mục tiêu quân sự, Chiến dịch Sấm Rền còn tấn công nhiều vị trí dân sự gây ra thiệt hại lớn về của cải và tính mạng cho người dân miền Bắc Việt Nam.
Ngày 17 tháng 5 năm 1966, bé gái Dương Thị Bé, lúc đó 11 tuổi, vừa ra chợ Hàng Bè mua rau cho lợn về thì máy bay Mỹ bắt đầu dội bom ào ạt xuống Hà Nội. Thấy tiếng báo động, em Bé vội cùng bạn núp dưới gầm giường như khi có tiếng hô hoán "Cháy! Cháy!", em vội vùng chạy về nhà mình tại khu vực xóm bãi bên cạnh sông Hồng. Trong trận bom này, khu vực xóm bãi bị thiêu rụi hơn 300 nóc nhà, và khi chạy qua khu vực nhà bị cháy, hình ảnh em Bé đã được phóng viên nhiếp ảnh của báo Quân đội Nhân dân Vũ Ba chụp lại. Theo lời Vũ Ba kể lại thì vào khoảng 3 giờ 15 phút chiều khi đứng từ trên đê nhìn xuống xóm bãi bốc cháy, ông thấy một cô bé đang vừa chạy vừa gào khóc: "Mẹ ơi! Mẹ ơi!", ông đã lập tức chụp lấy khoảnh khắc lịch sử đó rồi xuống thẳng khu vực bị cháy để làm nhiệm vụ
Sau này do nhiều nguyên nhân, Vũ Ba không thể tìm lại được nhân vật trong bức ảnh của mình và phải tới 41 năm sau khi tác phẩm ra đời, nhà nhiếp ảnh mới gặp lại được nguyên mẫu của bức ảnh, giờ đã là một phụ nữ vừa lên chức bà ngoại.

## Đánh giá
Ban đầu Vũ Ba dự định đặt tên cho bức ảnh là Phải chăng đây là mục tiêu quân sự của Johnson? vì thời điểm đó tổng thống Hoa Kỳ Lyndon B. Johnson tuyên bố rằng bom Mỹ chỉ dùng để tấn công các mục tiêu quân sự ở Bắc Việt Nam, sau đó ông mới đổi tên tác phẩm thành Phúc Tân kêu gọi trả thù. Năm 1967 tác phẩm đã được báo Sự thật Liên Xô trao Giải thưởng lớn, một tác phẩm khác của Vũ Ba chụp cùng ngày hôm đó là Vào lửa đã được trao giải nhất ảnh báo chí Việt Nam năm 1968. Tuy nhiên vào thời điểm bức ảnh ra đời, nó bị chỉ trích ở Việt Nam vì đã mô tả sự đau thương, thảm khốc của chiến tranh đối với người dân miền Bắc, phải tới năm 1979 nhờ một bài viết trên báo Nhân dân, giá trị của bức ảnh mới được đánh giá đúng. Năm 2007, Phúc Tân kêu gọi trả thù là một trong số các bức ảnh giúp nghệ sĩ Vũ Ba được Nhà nước Việt Nam trao Giải thưởng Nhà nước về Văn học, Nghệ thuật.
Cho đến nay bức ảnh Phúc Tân kêu gọi trả thù vẫn được coi là một trong các tác phẩm nhiếp ảnh báo chí xuất sắc nhất của nhiếp ảnh Việt Nam về đề tài Chiến tranh Việt Nam với chất lượng nghệ thuật và tính thời sự hiếm bức ảnh nào đạt được.